# Богданович, Александр Васильевич
 Алекса́ндр Васи́льевич Богдано́вич  (1820-1898) — Вице-губернатор Полтавской губернии.

## Биография
Воспитывался в Харьковском университете, но курса не окончил, уволился по домашним обстоятельствам и поступил в 1838 г. на службу в Чугуевский уланский полк, где через три года был корнетом. В военной службе пробыл до 1849 г. когда вышел в отставку с чином штаб-ротмистра. В следующем 1850 г. был избран дворянством в заседатели Пирятинского уездного суда, а в 1856 г. в должность судьи и пробыл до 1862 г., исполняя в то же время обязанности члена губернского комитета и редакционной комиссии по освобождению крестьян. В 1866 году избран членом губернского по крестьянским делам присутствия. В 1868 г. 29 ноября был назначен Полтавским вице-губернатором. Был почетным судьей Пирятинского уезда и почетным гражданином города Пирятина. 28 октября 1878 г. был назначен Воронежским губернатором, где пробыл довольно долго. По увольнении от этой должности, был членом совета министерства внутренних дел.